# XXL (Magazin)

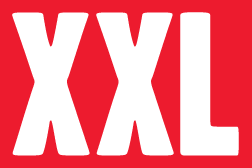
Logo von XXL

XXL ist ein monatlich erscheinendes US-amerikanisches Hip-Hop-Magazin, das 1997 von drei ehemaligen Mitarbeitern von The Source gegründet wurde und bei Harris Publications erscheint. XXL hat den früheren Marktführer The Source mittlerweile bei der Auflage überholt.
James Bernard, Robert Marriott und Reginald Dennis gründeten das Magazin um einen Gegenstück zu ihrem vorherigen Arbeitgeber, dem The Source-Magazin, zu schaffen. Sie kritisierten den Einfluss von Ray „Benzino“ Scott auf den redaktionellen Teil des Magazins und machten ihm Vorwürfe der persönlichen Vorteilnahme. Als leitender Redakteur wurde 1999 Elliott Wilson, ebenfalls ein früherer The Source-Angestellter, eingestellt. 2006 wurde das im gleichen Verlag erscheinende Magazin Scratch von XXL übernommen und bis zur Einstellung 2007 als XXL presents Scratch Magazine vertrieben.
Nachdem Wilson 2008 entlassen worden war, übernahm Datwon Thomas, früher Redaktionsleiter des King, dessen Posten.
Bei der Bewertung von Musikalben werden die Bewertungen von S, schlechteste, bis XXL vergeben. Seit 1997 bekamen sechs Alben die Bestwertung im ersten Anlauf. 14 weitere wurden nach einer Neubewertung mit XXL ausgezeichnet.